# 리시놀레인
리시놀레인(영어: ricinolein)은 피마자유의 주성분이며 리시놀레산의 트라이글리세라이드이다. 피마자(Ricinus communis) 종자의 천연 지방유인 피마자유에는 아이소리시놀레산의 글리세라이드와 훨씬 적은 양의 트라이스테아린 및 다이하이드록시스테아르산의 글리세라이드의 혼합물도 포함되어 있다. 리시놀레인은 의학적으로 유용한 몇 가지 알칼로이드에 대한 완하제 및 용매로서 피마자유를 사용하는 활성 성분이다.

## 같이 보기
- 피마자유
- 트라이글리세라이드